# Brittney Skye
Brandie Rae Rothwell, ismertebb nevén  Brittney Skye (Los Angeles, 1977. november 5. –) amerikai pornószínésznő.
2004-ben és 2006-ban részesült AVN Award díjban.

## Válogatott filmográfia
| - The Creamery (2007) (V) - Lesbian Centerfolds 3 (2007) (V) - Lewd Lube Jobs (2007) (V) - Big Boob Centerfolds (2007) (V) - My Space Too (2007) (V) - "Hotel Erotica Cabo" (2006) - What Happens Between My Tits Stays Between My Tits (2006) (V) - Big Titty Woman 2 (2006) (V) - Hannah Harper Anthology (2006) (V) - Pop 6 (2006) (V) | - Soloerotica 9 (2006) (V) - Strap-On Club (2006) (V) - Masturbation 1 (2006) (V) - All Girl Euphoria (2006) (V) - Jiggle (2006) (V) - My Secret Life (2006) (V) - Double Penetration 4 (2006) (V) - Baby Doll Big Top (2006) (V) - Cytherea's Lipstick Lesbians (2006) (V) - Brittney's Lipstick Lesbians (2006) (V) |

## Díjai
- 2004 AVN Award
- 2006 AVN Award